# Meigenia agilis
Meigenia agilis är en tvåvingeart som först beskrevs av Robineau-Desvoidy 1830.  Meigenia agilis ingår i släktet Meigenia och familjen parasitflugor. Artens utbredningsområde är Frankrike. Inga underarter finns listade i Catalogue of Life.